# Xã Popple Grove, Quận Mahnomen, Minnesota
Xã Popple Grove (tiếng Anh: Popple Grove Township) là một xã thuộc quận Mahnomen, tiểu bang Minnesota, Hoa Kỳ. Năm 2010, dân số của xã này là 139 người.